# Baseball Tonight
Cet article concerne l'émission de télévision. Pour le jeu vidéo, voir ESPN Baseball Tonight.
Baseball Tonight est une émission de télévision américaine diffusée sur la chaîne ESPN. Cette émission, qui a pour but de récapituler les actions marquantes de la ligue majeure de baseball du jour, existe depuis 1990.
Cette émission est également diffusée sur la station ESPN Radio à plusieurs moments de la journée durant la saison de baseball avec Marc Kestecher pour présentateur.

## Horaires de diffusion
Baseball tonight est diffusée durant la nuit pendant toute la saison de baseball entre 22:00 UTC−05:00 et minuit UTC−05:00. L'émission pourra être présentée sur ESPN2 s'il existe un conflit avec d'autres programmes tels que le College Football ou la NBA. Après la suppression d'une autre émission d'ESPN, The Trifecta fin 2006, l'émission fut allongée jusqu'à 40 minutes. L'émission à l'autorisation de la ligue majeure de baseball de montrer des actions en cours. L'émission peut aussi être vue à 19:00 UTC−05:00 (précédant le Sunday Night Baseball) et 00:30 UTC−05:00 (il s'agit habituellement d'une rediffusion de celle de 19:00 UTC−05:00, avec un SportsCenter) les dimanches. 

## Émissions en direct en extérieur
Cette émission est également diffusée en direct à différents événements tout au long de l'année, tels que l'entraînement de printemps, le match des étoiles de la Ligue majeure de baseball ou encore les lieux de série mondiale entre autres.